# ウィリアム・H・ペイン
ウィリアム・H・ペイン（William Harold Payne、1836年5月12日 - 1907年6月）は、アメリカ合衆国の教育者、翻訳家。1879年にミシガン大学の教育科学および学芸 (the Science and Art of Teaching) 担当の教授となり、アメリカ合衆国で最初の教育学の教授となった。その後1887年から1901年にかけて、ナッシュビル大学総長とピーボディ大学学長を兼ねた（両大学は、その後合併してヴァンダービルト大学となった）。

## 生い立ち
ウィリアム・H・ペインは、1836年5月12日に、ニューヨーク州ファーミントンで生まれた。冬季にだけ授業するニューヨーク州の州立学校に学び、その後3年間アカデミーに学び、さらに2か月ほど神学校で学んだ。彼の教育の大部分は、自学自習によるものであった。
ペインは、修士 (Master of Arts) と法学博士 (legum doctor)の学位を、ミシガン大学から取得した。また、ナッシュビル大学からも博士号を得た。

## 経歴
ペインは、ニューヨーク州ビクターで1856年から1857年にかけて教職についていた。1858年から1864年にかけては、ミシガン州スリー・リバーズで、ユニオン学校 (the Union School) の校長を務めた。1864年から1866年にかけては、ミシガン州ナイルズで複数の学校の監督者となっていた。1866年から1869年にかけてミシガン州イプシランティの聖霊神学校で校長を務めた。またこの間、1864年から1869年にかけて、教育学の評論誌『The Michigan Teacher』の編集人兼発行人でもあった。1869年から1879年にかけては、ミシガン州エイドリアンで複数の学校の監督者を務めた。
ペインは、1879年にミシガン大学の理事会から、教育科学および学芸担当の初代の教授に任命された。彼はアメリカ合衆国の大学において初めてとなる教育学の教授職に就いたのであった。彼は教育学部を創設することになった
在職中に死去したイーベン・S・スターンズに代わり、ペインはナッシュビル大学の第2代総長兼ピーボディ大学学長となって1887年から1901年にかけてその職にあった。彼は、ピーボディ教育基金と協力し、大学の将来を方向付ける上で重要な役割を果たした。彼のリーダーシップの下、教授陣は12名から38名に増強された。ペインが学長職を辞した際には、元州知事のジェイムズ・D・ポーターがその後を継ぎ、ポーターはピーボディ大学のキャンパスをヴァンダービルト大学と通りを挟んだ向かい側に移した。一方、ペインは1901年にミシガン大学へ復帰した。
ペインは、教育学に関する数冊の本を著した。彼は、「州により財政を支えられ、監督される義務教育制度を、一貫して支持した」。経験よりも、「学術的目的の探求 (academic pursuits)」が強調された。さらに彼は、教育は「あらゆる学芸の中で最も保守的なもの」だと信じていた。実際、彼は教育技法における革新には反対であった。その上、彼は、女性教員は年長の学級や、科学、数学などの教育に当たるには適さないし、監督者や総長の務めは果たし得ないと信じていた。
ペインは、ジャン＝ジャック・ルソーの『エミール、または教育について』や、ガブリエル・コンペレの『Histoire de la pédagogie』をフランス語から英語に翻訳した。

## 私生活
ペインは、1856年10月にイーヴァ・S・フォート (Eva S. Fort) と結婚した。彼女が1899年に死去した後、彼は1901年にエリザベス・クラーク (Elizabeth Clark) と結婚した。ペインには息子がひとり、娘たちが4人いた。

## 死
ペインは、1907年6月に死去した。

## 著書
- Chapters on School Supervision: A Practical Treatise in Superintendence, Grading, Arranging Courses of Study; The Preparation and Use of Blanks, Records, and Reports, Examinations for Promotion, etc. (Cincinnati ; New York : Van Antwerp, Bragg & Co., c1875).[4]
- Outlines of Educational Doctrine (Adrian, Michigan: C. Humphrey, 1882).[4]
- Contributions to the Science of Education (New York, Harper & brothers, 1886).[4]
- Theory and Practice of Teaching, or, The Motives and Methods of Good School-Keeping (New York : American Book Co., 1890).[4]